# 渡辺春綱
渡辺 春綱（わたなべ はるつな）は、江戸時代中期から後期にかけての大名。和泉国伯太藩の第6代藩主。伯太藩渡辺家8代。

## 略歴
安永7年（1778年）、第5代藩主・渡辺豪綱の長男として誕生した。
天明8年（1788年）1月13日、嫡子となる。寛政5年（1793年）5月16日、父・豪綱の死去により、家督を相続した。同年9月15日、第11代将軍・徳川家斉に拝謁する。同年12月16日、従五位下大学頭に叙任する。
文化7年（1810年）3月26日、死去。享年33。跡を弟の則綱が継いだ。